# Бангери
Бангери (бангиме) — изолированный язык в Мали. Носители этого языка — бангана — относят себя к догонам , вследствие чего и сам язык долгое время считался одним из догонских языков (или, ещё ранее, диалектом «догонского языка»).

## О названии
В различных работах этот язык назывался разными названиями:
- Dyeni, Yεni [Bertho 1953; от названия деревни],
- bãṅgeri mẹ, báŋeri mé [Calame-Griaule 1956; 1968]
- Numadaw [DNAFLA/DRLP 1981]
- Noumandan [Togo 1984]
- Bangeri-me, Numa-Daw, Elebo [Plungian & Tembine 1994]
- Baŋgeri-mε [Hochstetler et al. 2004]
- а также северо-западный догонский, North-West Dogon; Báŋeri Mé

В ходе полевого исследования в марте 2005 года Роджер Бленч установил, что самоназвание языка — baŋgi-me, а самоназвание носителей — baŋga-na. Вставное -ri- встречается во многих названиях и самоназваниях (напр., Duleri для языка тираниге-дига, самоназвание — Dulɔ) в данном регионе и возможно происходит из языка фула.

## Вопросы классификации
Все, кто писал о бангери, обращали внимание на то, как сильно он отличается от других догонских языков. Вместе с последними бангери ранее включался в состав языков гур, но, например, Берто [1953] помещал его там в отдельную группу (Yεni).
Лексикостатистические подсчёты, приведённые в Hochstetler et al. (2004), показывают менее 10 % совпадений с догонскими языками (при минимум 30 % внутри них). Такой низкий процент обычно говорит об отсутствии сколько-нибудь доказуемого родства. В своём более подробном исследовании Р. Бленч приходит к выводу, что скорее всего бангери не относится даже к нигеро-конголезским языкам, а является изолированным языком. Более того, учитывая, что бангана живут среди других догонов и грамматика бангери близка догонским языкам, можно лишь удивляться столь низкому проценту лексических совпадений.

## Лингвогеография / Современное положение

### Ареал и численность
Бангери распространён в семи деревнях на западном краю плато Догон к северо-востоку от города Мопти. Добраться к ним можно свернув к востоку с дороги Севаре-Дуэнца на 38 км к северу от Севаре.
| название | название | название | население, 1987 | координаты | координаты |
| русское  | латиница | МФА      | 1987            | с.ш.       | з.д.       |
| -------- | -------- | -------- | --------------- | ---------- | ---------- |
| Бара     | Bara     | Bara     | 211             | 14:48:20   | 3:45:30    |
| Буну     | Bounou   | Bunu     | 418             | 14:47:50   | 3:45:40    |
| Ньяна    | Niana    | Nyana    | 241             | 14:48:10   | 3:46:50    |
| Дьене    | Die’ni   | Jene     |                 | 14:47:10   | 3:45:50    |
| Дигари   | Digari   | Digarɔ   |                 | 14:47:40   | 3:46:50    |
| Доро     | Doro     | Dɔrɔ     |                 | 14:49:20   | 3:47:20    |
| Дюэ      | Due      | ?Jeni    |                 | 14:48:20   | 3:47:00    |

Административно эти деревни относятся к району Гундака, входящему в округ Бандиагара области Мопти.

### Социолингвистические сведения
В настоящее время бангери передаётся детям, таким образом язык не является исчезающим. Однако наблюдается утрата некоторых пластов лексики, например, числительные больше десяти уже вытеснены, а некоторые слова помнят только старики.
Вторым языком является сорогама, один из языков манде подгруппы бозо. Также распространён фула, лингва-франка всего региона. Отдельные носители владеют французским.
Язык не преподаётся в школе, которых вообще нет в деревнях бангана. Часть детей ходит в школу в Карге.
Бангана занимаются сельским хозяйством. Собственные названия для выращиваемых культур дают основания предполагать, что они были земледельцами ещё до прихода догонов (в отличие от других аборигенов этих мест — теллем — вытесненных и ассимилированных догонами). Все бангана — мусульмане.

## Лингвистическая характеристика

### Фонетика и фонология
Видимо, в бангери представлен типичный для этих мест семичленный вокализм с различением двух средних подъёмов. Для всех гласных различаются долгие и краткие фонемы, а для кратких ещё и назализованные.